# Crytek
Crytek GmbH (часто — Crytek Studios; далі — Crytek) — товариство з обмеженою відповідальністю (нім. GmbH), німецька приватна компанія, що спеціалізується на розробці відеоігор, гральних рушіїв і комп'ютерних графічних технологій. «Crytek» створена трьома турецькими братами, Джеватом (англ. Cevat Yerli), Авні (англ. Avni Yerli) та Фаруком Єрлі (англ. Faruk Yerli) в 1999 році. Основний штаб Crytek розташовується в місті Франкфурт-на-Майні, Німеччина. 
2016 року у компанії налічувалося 550 співробітників, 390 з яких у Німеччині та 160 в Україні. Crytek стала відома перед усім за розробку гри Far Cry й грального рушія CryEngine, першого рушія, що використовує інструмент PolyBump, який ґрунтується на технології нормалмаппінга. Наступні розробки фірми — рушій CryEngine 2 і гра Crysis, яка базується на ньому.

## Дочірні підприємства
Станом на 2019 рік має дві дочірні студії: в Києві, Україна (Crytek Kyiv; заснована 2006) та в Стамбулі, Туреччина (Crytek Istanbul; заснована 2012). Раніше, до фінансових складнощів, мала ще шість дочірніх студій: в Будапешті, Угорщина (Crytek Budapest; закрита 2016), Софії, Болгарія (Crytek Black Sea; продана 2017), Сеулі, Південна Корея (Crytek Korea; закрита 2016), Ноттінгемі, Велика Британія (Crytek UK;продана 2014), Шанхаї, Китай (Crytek Shanghai; закрита 2016), Остіні, Сполучені Штати Америки (Crytek USA; закрита 2014).

## Проєкти
| Рік випуску | Назва                  | Видавець                  | Платформи                                            | Студії            |
| ----------- | ---------------------- | ------------------------- | ---------------------------------------------------- | ----------------- |
| 2004        | Far Cry                | Ubisoft                   | Microsoft Windows                                    | Crytek            |
| 2007        | Crysis                 | Electronic Arts           | Microsoft Windows, PlayStation 3, Xbox 360           | Crytek            |
| 2008        | Crysis Warhead         | Electronic Arts           | Microsoft Windows                                    | Crytek Budapest   |
| 2011        | Crysis 2               | Electronic Arts           | Microsoft Windows, PlayStation 3, Xbox 360           | Crytek, Crytek UK |
| 2012        | Fibble: Flick 'n' Roll | Crytek                    | Android, iOS                                         | Crytek Budapest   |
| 2013        | Crysis 3               | Electronic Arts           | Microsoft Windows, PlayStation 3, Xbox 360           | Crytek, Crytek UK |
| 2013        | Warface                | Microsoft Studios, Crytek | Microsoft Windows, PlayStation 4, Xbox 360, Xbox One | Crytek Kyiv       |
| 2013        | Ryse: Son of Rome      | Microsoft Studios, Crytek | Microsoft Windows, Xbox One                          | Crytek            |
| 2014        | The Collectables       | DeNA                      | iOS                                                  | Crytek Budapest   |
| 2016        | The Climb              | Crytek                    | Microsoft Windows                                    | Crytek            |
| 2016        | Robinson: The Journey  | Crytek                    | Microsoft Windows, PlayStation 4                     | Crytek            |
| 2019        | Hunt: Showdown         | Crytek                    | Microsoft Windows, PlayStation 4, Xbox One           | Crytek            |